# Meikleour Beech Hedge

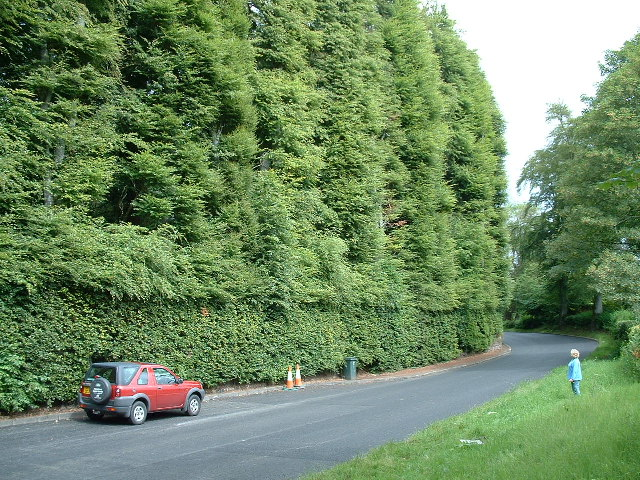
Die Meikleour Beech Hedge im Juni (2004)

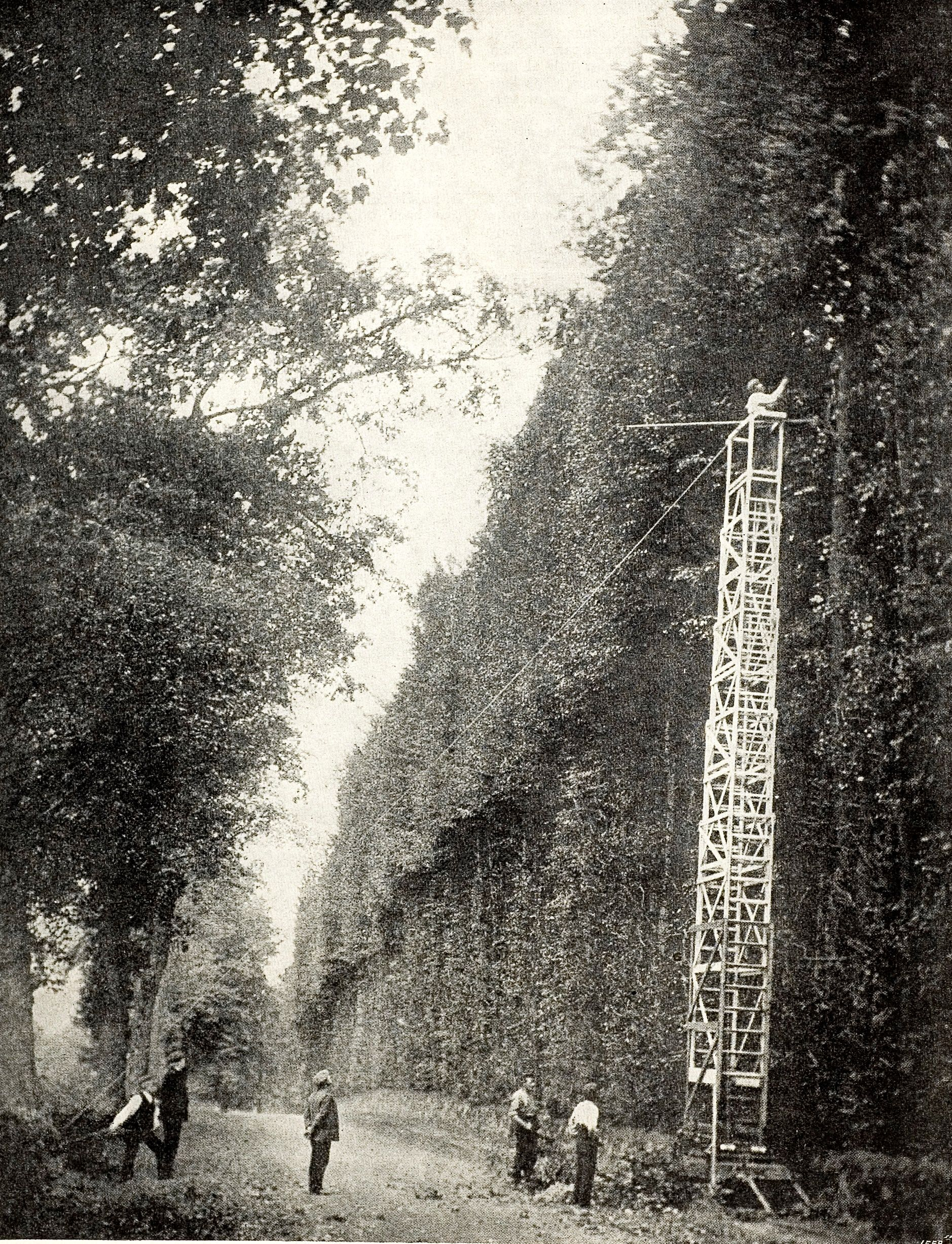
Heckenpflege 1908

Die Meikleour Beech Hedge ist eine Hecke in Perth and Kinross in Schottland. Gelegen nördlich von Perth, in der Nähe der Ortschaft Meikleour, erstreckt sie sich entlang der A93. Mit einer Höhe von bis zu 36 Metern wird sie vom Guinness-Buch der Rekorde seit 1966 als höchste Hecke der Welt geführt. Gleichzeitig gilt sie mit einer Länge von 530 Metern als längste Hecke Großbritanniens. Sie besteht aus einer Reihe von Rotbuchen, die in der englischen Sprache als beech bezeichnet werden.
Die Geschichte der Hecke steht in Zusammenhang mit dem nahegelegenen Landgut Meikleour House, das von Robert Murray Nairne und seiner Frau Jean Mercer im Jahre 1734 errichtet wurde. Sie ließen dann die Hecke im Jahre 1745 pflanzen. Beide waren Anhänger der Jakobiten. Nachdem er 1746 in der Schlacht von Culloden gefallen war, musste sie ihr Landgut verlassen und nach Edinburgh fliehen. Sie verfügte aber, dass die Hecke als Erinnerung an ihren Gatten erhalten bleiben müsse. Die Hecke wird heute vom Meikleour Trust unterhalten, der unter anderem auch Meikleour House und die zugehörigen Ländereien bewirtschaftet.

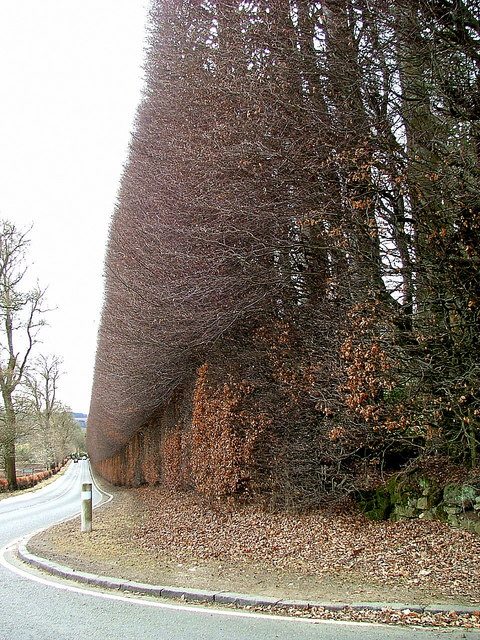
Die noch laublose Hecke Ende März (2010)
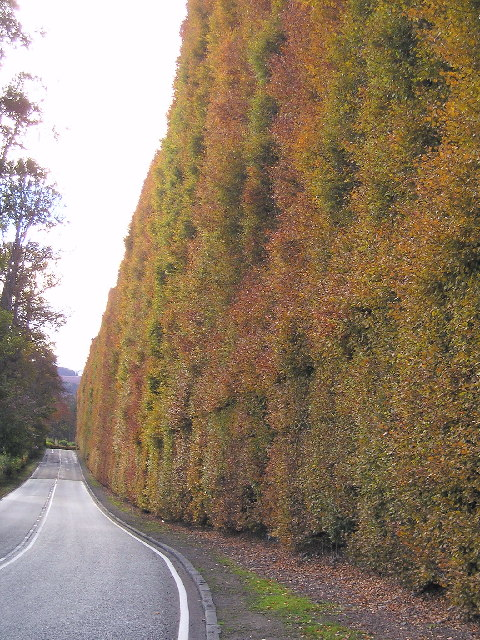
Herbstfärbung Anfang November (2003)